# 舒爾特海斯魏爾湖

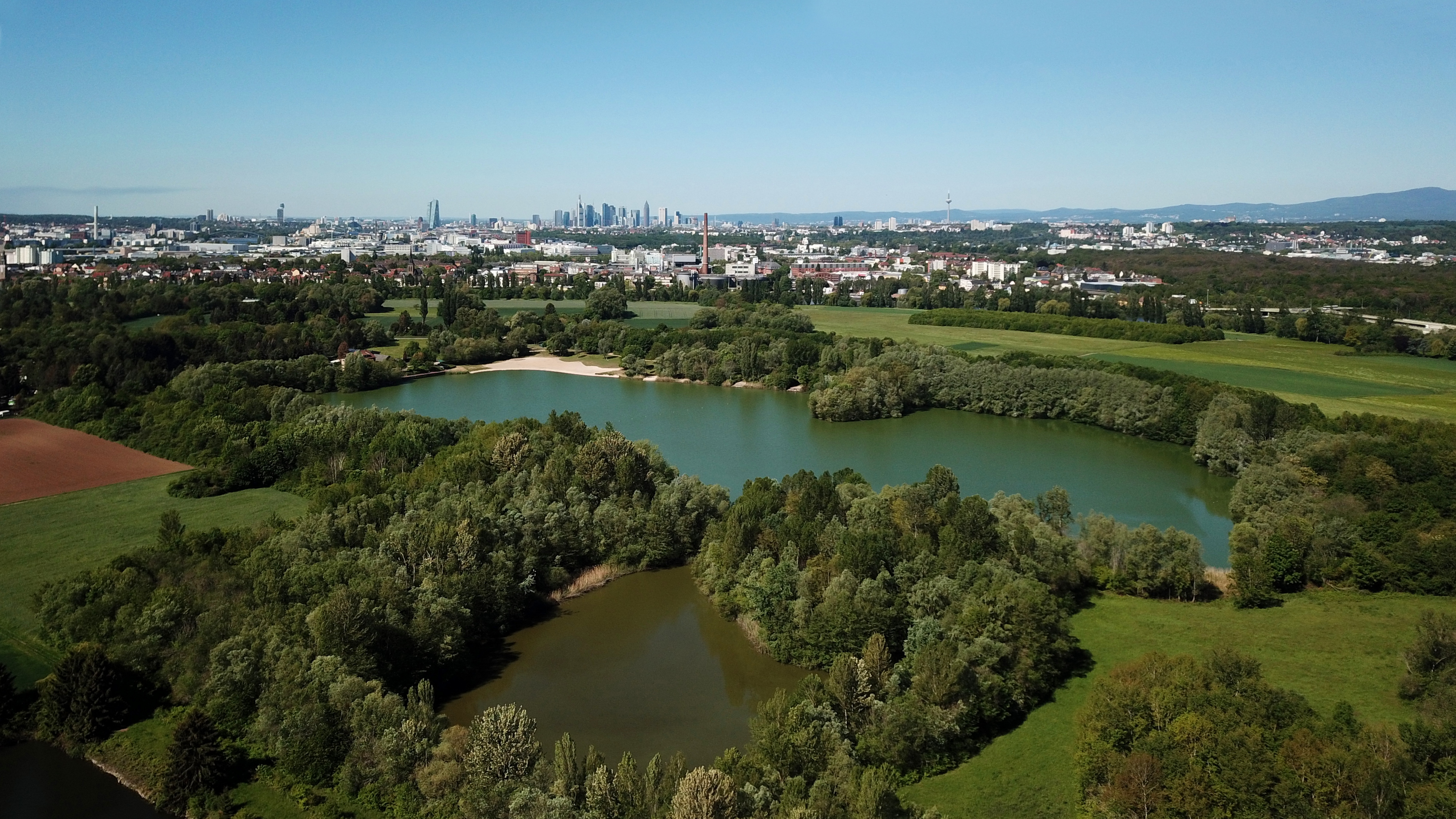

50°7′54″N 8°46′50″E / 50.13167°N 8.78056°E
舒爾特海斯魏爾湖（德語：Schultheis-Weiher），是德國的湖泊，位於該國中部，由黑森州負責管轄，處於美因河畔奧芬巴赫，長0.47公里，面積0.1平方公里，平均水深2.5米，最大水深3.1米。